# Цеглинген
Цеглинген (нем. Zeglingen) — коммуна в Швейцарии, в кантоне Базель-Ланд. 
Входит в состав округа Зиссах. Население составляет 458 человек (на 31 декабря 2007 года). Официальный код  —  2868.

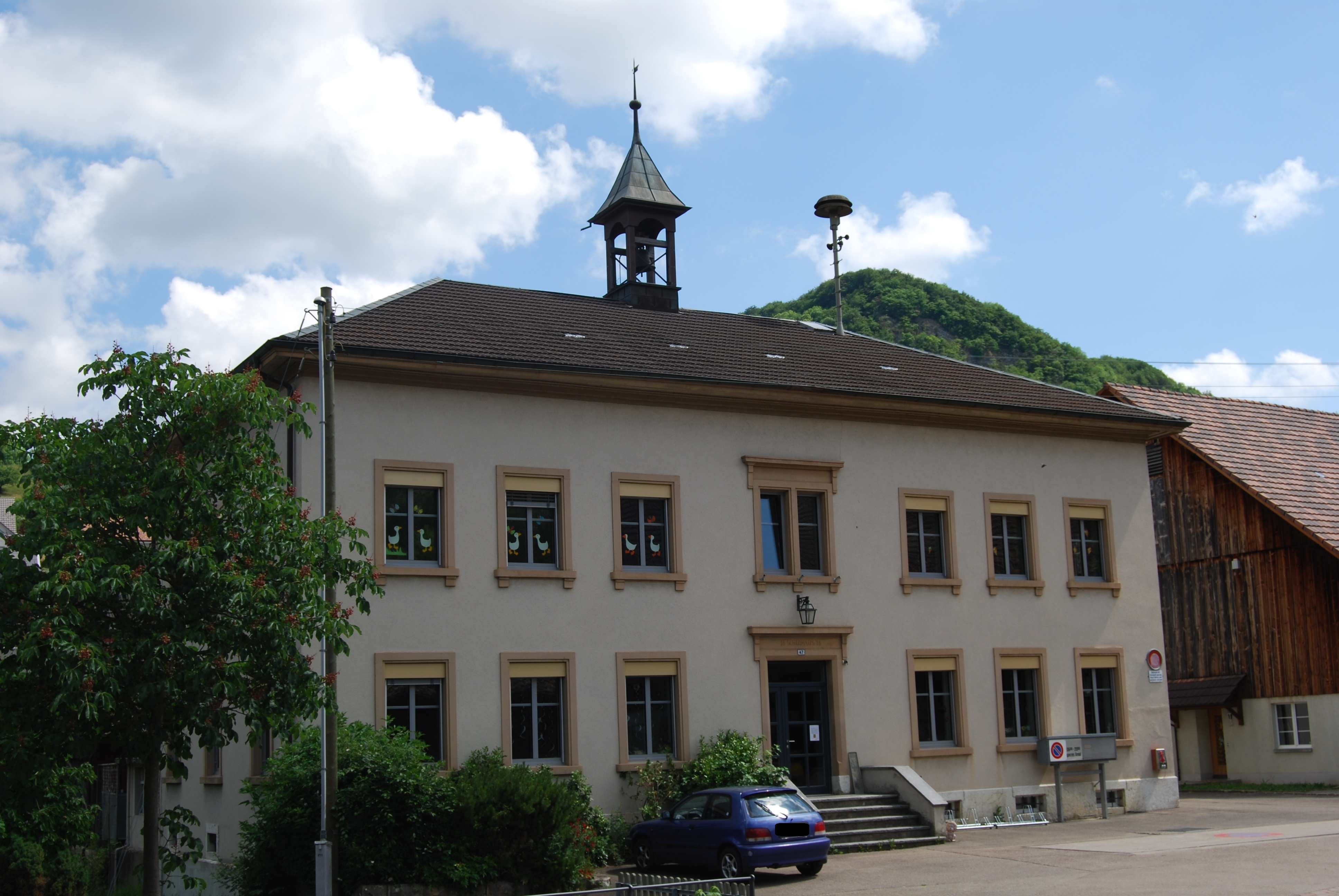
Цеглинген